# Delphyre reductivitta
Delphyre reductivitta là một loài bướm đêm thuộc phân họ Arctiinae, họ Erebidae.